# Volmunster

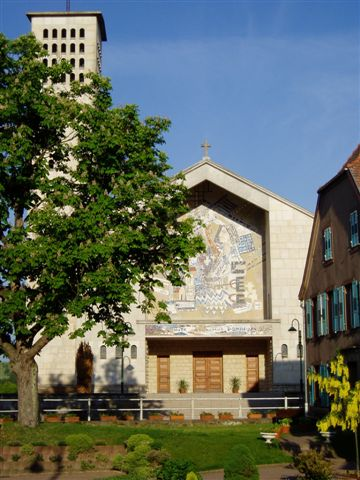
Kirche St. Pierre (Neubau)

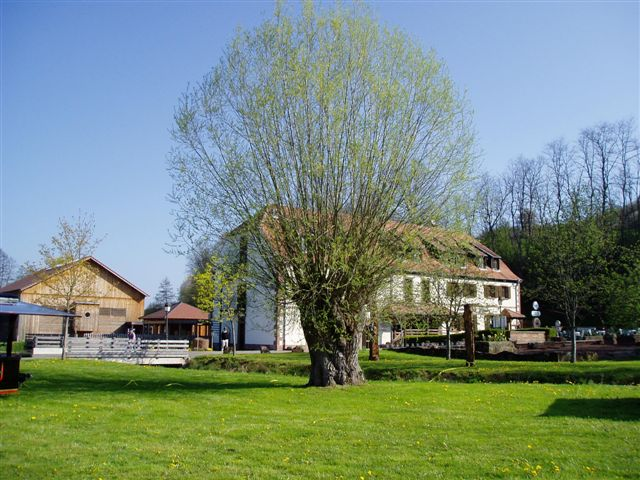
Mühlenmuseum bei Eschviller (Eschweiler)

Volmunster (deutsch Wolmünster, lothringisch Wolminschter, zunehmend deutsch auch Volmünster) ist eine französische Gemeinde mit 774 Einwohnern (Stand 1. Januar 2022) im Nordosten des Départements Moselle in der Region Grand Est (bis 2015 Lothringen). Sie gehört zum Arrondissement Sarreguemines und zum Kanton Bitche und ist Teil des grenzübergreifenden Biosphärenreservates Pfälzerwald-Nordvogesen.

## Geographie
Die Gemeinde liegt an der Schwalb, zwölf Kilometer nordwestlich von Bitsch und 25 Kilometer östlich von Saargemünd. Zwei Kilometer flussaufwärts liegt der Ortsteil Weiskirch (Weißkirchen), während Eschviller (Eschweiler) nordöstlich am Ende eines Seitentals gelegen ist. Im Norden reicht das Gemeindegebiet von Volmunster bis auf 200 Meter an die Grenze zum Saarland heran.

## Geschichte
Die ältesten Siedlungsspuren stammen aus gallo-römischer Zeit. Die schriftliche Überlieferung setzt im 11. Jahrhundert ein. Der Ortsname (Wilmonstre) wird als Personenname Wilo in Verbindung mit Münster gedeutet. Ältere Ortsbezeichnungen sind Valmünster (1150), Walimnister, Walmnister, Walmunster (1544), Wolminster (1681) und Volmünster (18. Jahrhundert).
Die Dorfbewohner betrieben Getreidebau und Viehzucht.
Als einziger Industriebetrieb bestand ab 1822 für einige Jahre ein Alaun- und Vitriolwerk, das weitgehend unter Verwendung heimischer Rohstoffe vor allem Farben für Gips erzeugte.
Durch den Frankfurter Frieden vom 10. Mai 1871 kam die Region an Deutschland und das Dorf wurde dem Kreis Saargemünd dem Bezirk Lothringen und dem Reichsland Elsaß-Lothringen zugeordnet.
Am Ort gab es vier Mühlen, darunter eine Lohmühle, einen Kalkofen und zwei Ölmühlen. Nach dem Ersten Weltkrieg musste die Region aufgrund der Bestimmungen des Versailler Vertrags 1919 an Frankreich abgetreten werden. Im Zweiten Weltkrieg war die Region von der deutschen Wehrmacht besetzt.
Um 1900 war geplant, den Ort über eine in Zweibrücken beginnende strategische Bahnstrecke nach Bitsch anzubinden, aus der die 1913 und 1916 eröffnete Hornbachbahn hervorging. Die Abtretung von Elsaß-Lothringen an Frankreich nach dem Ersten Weltkrieg verhinderte den Weiterbau.
Das Gemeindewappen wurde am 12. Februar 1949 in Absprache mit der Heraldischen Kommission des Départements Moselle angenommen. Es zeigt auf zwei Feldern die für Lothringen stehenden silbernen Alérions. Die Felder mit den Schlüsseln symbolisieren einerseits den Heiligen Petrus als Schutzpatron der Kirche, andererseits die Benediktinerabtei Herbitzheim, von der die Pfarrei Volmunster abhängig war.

### Bevölkerungsentwicklung
| Jahr      | 1962 | 1968 | 1975 | 1982 | 1990 | 1999 | 2007 | 2019 |
| Einwohner | 706  | 718  | 720  | 813  | 810  | 896  | 864  | 777  |

Der Ort war bis zur Französischen Revolution Sitz eines Kirchenbezirks, der auf das Kloster Hornbach zurückgeführt werden kann. Daher hatte Wolmünster eine für den kleinen Ort bedeutende Kirche, die jedoch im Zweiten Weltkrieg zerstört wurde. Ihre Glocken waren im 18. Jahrhundert gegossen worden.

## Kultur und Sehenswürdigkeiten
Das Vollmunster Platt Theater setzt sich für den Erhalt der lothringischen Mundart ein.
Die Wollmünster Mühle (frz. moulin Arnet bzw. moulin de Volmunster) ist die letzte noch kommerziell betriebene Getreidemühle der Gegend.
In der 1731 erbauten Moulin d’Eschviller (dt. Eschweiler Mühle), direkt an der Staatsgrenze, hat die Naturparkverwaltung ein Mühlenmuseum zur Geschichte der Getreide- und Sägemühlen eingerichtet. An dieser noch betriebsfähigen Mühle führt auch der Europäische Mühlenradweg vorbei, dessen Start- und Zielpunkt in Zweibrücken-Ixheim ist.

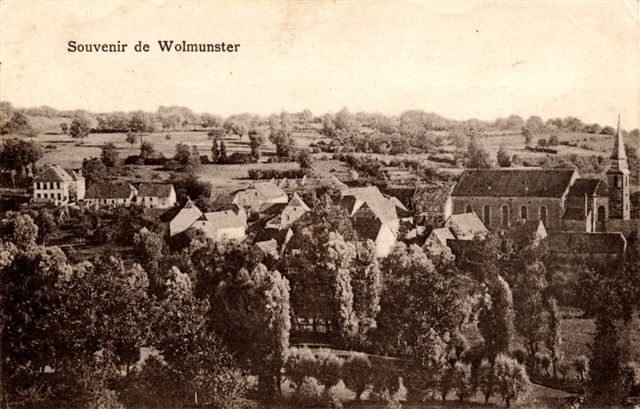
Wolmünster vor dem Zweiten Weltkrieg (Bildpostkarte)
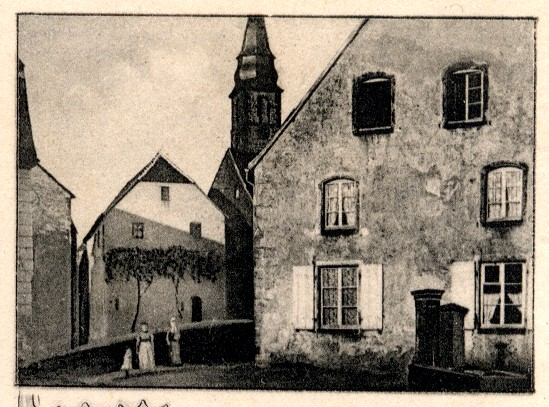
Zerstörte alte Pfarrkirche  (im Hintergrund)
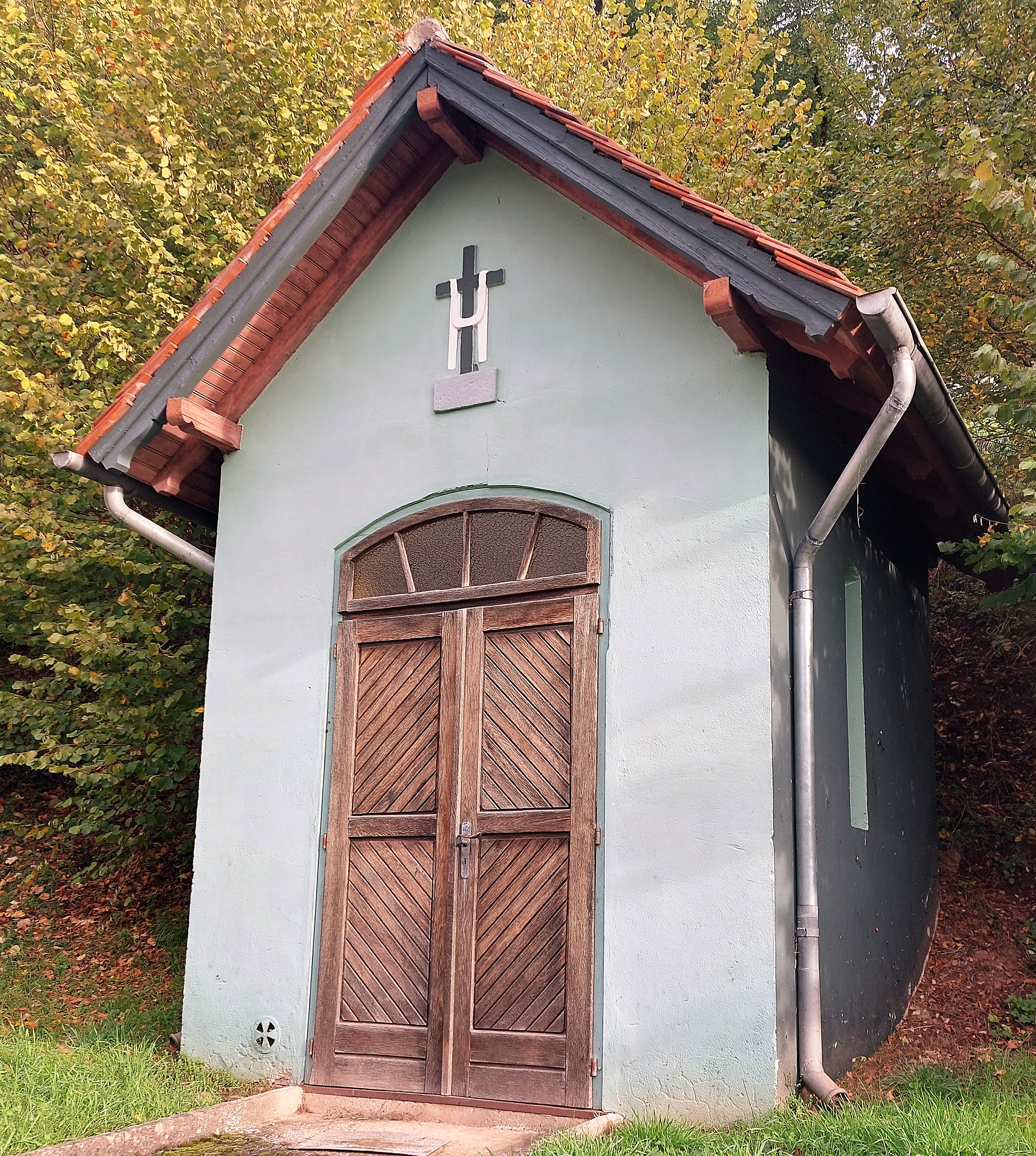
Kapelle in Volmunster

## Belege
1. ↑  Tageszeitungen Zweibrücker Rundschau und Zweibrücker Zeitung, dort am 17. September 2024 Seite 11
2. 1 2  Franz Xaver Kraus: Kunst und Alterthum in Elsass-Lothringen. Beschreibende Statistik. Band III: Kunst und Althertum in Lothringen, Friedrich Bull, Straßburg 1886, S. 1045 (books.google.de).
3. 1 2  Eugen H. Th. Huhn: Deutsch-Lothringen. Landes-, Volks- und Ortskunde, Stuttgart 1875, S. 426 (google.books.de).
4. ↑  Wappenbeschreibung auf genealogie-lorraine.fr (französisch)